# M79 Osa
M79 Osa je prijenosni protutenkovski raketni bacač kalibra 90 mm koji je razvijen u Jugoslaviji za potrebe JNA. Riječ je o jugoslavenskoj moderniziranoj inačici francuskoga protutenkovskoga lansera LRAC F1 kalibra 89 mm.
Cijeli sustav M79 Osa obuhvaća lanser, raketu, ciljnički sustav CN-6 te kontejner za prenošenje rakete. M79 je učinkovit u borbi protiv oklopnih borbenih vozila i utvrda.

## Dizajn
Sam lanser je izrađen od stakloplastike s držačem za ruku, naslonom za rame i rukohvatom koji je služio i kao indikator paljenja rakete.
Raketa se sastojala od glave s eksplozivnim punjenjem, tijela u kojem je smješteno raketno punjenje i krilca za stabilizaciju projektila koja su bila smještena na repu tijela rakete. Kumulativno punjenje je imalo piezoelektrični upaljač UTPE-90 koji je dosta osjetljiv pa je raketa bila smještena u kontejner za transport. Kontejner je bio zatvoren gumenim poklopcem sa stražnje strane te poklopcem od gume i plastike s prednje strane. Prije same upotrebe skidala su se oba poklopca.
Za ciljanje mete se osim mehaničkoga ciljnika koristi i optički ciljnik koji osim mogućnosti ciljanja ima i mogućnost određivanja udaljenosti pomoću vektora visine smještenoga na dnu optičkog sklopa.

## Korištenje i služba
Za korištenje M79 potreban je dvočlani tim: operater, strijelac; i pomoćnik, nosač rezervnih raketa i punitelj lansera. Pomoćnik prenosi raketu u spremniku te je po potrebi umeće u stražnji dio lansera kojim upravlja operater. On ciljanu metu promatra s optikom CN-6 koja ima mogućnost približavanja do 3,5x. Također, on ima i antilaserske filtre koje zaštićuju operatera od laserskog bljeska.
Kada vojnik pritisne okidač, automatski se električnim putem aktivira raketni motor na raketi koja izlazi iz lansera, podižu se krilca za stabilizaciju te u konačnici sam projektil leti prema zadanoj meti. Brzina kojom raketa izlazi iz lansera je 250 m/s.
Osa se koristila u svim ratovima koji su proizašli nakon raspada Jugoslavije. Također, koristile su ga i snage OVK-a tijekom Rata na Kosovu. Budući da se oružje izvozilo i u Irak, korišteno je i u prvom i drugom zaljevskom ratu. 

## Korisnici

### Postojeći korisnici
- Bosna i Hercegovina
- Crna Gora
- Hrvatska: kopija RL90 M95.
- Irak
- Sjeverna Makedonija
- Sirija: u službi Slobodne sirijske vojske.[2][3]
- Srbija

### Bivši korisnici
- SFRJ: JNA. Raspadom države oružje je preneseno u novonastale države dok su Srbija, Makedonija i Hrvatska nastavile s proizvodnjom vlastitih inačica Ose. Hrvatska inačica je poznata pod nazivom RL90 M95.
- Oslobodilačka vojska Kosova: Osa je korištena tijekom Rata na Kosovu.[1]

## Vanjske poveznice
- Web stranice makedonskog proizvođača  Arhivirana inačica izvorne stranice od 9. veljače 2012. (Wayback Machine)